# София (философия)

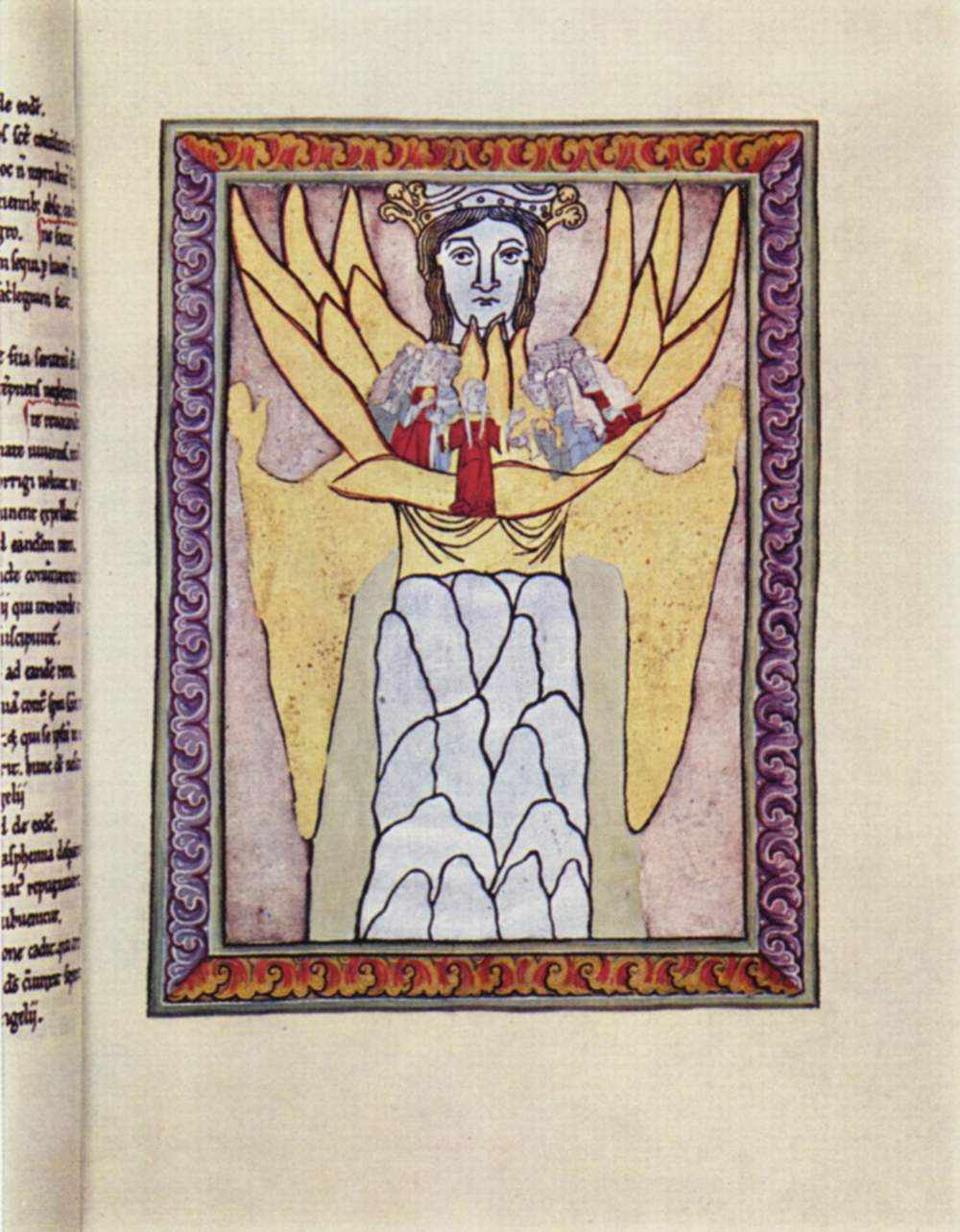
София глазами монахини Хильдегарды Бингенской; иллюстрация из её манускрипта «Scivias» о 26 мистических видениях (Scivias; 1151/1152)

Софи́я, Прему́дрость (др.-греч. Σοφία «мастерство; знание, мудрость»; ивр. חכמה‎ Хохма́) —
понятие в античной и средневековой философии, иудаизме, гностицизме и христианстве, выражающее особое представление о мудрости или олицетворённая (воплощённая) мудрость.
В дофилософском употреблении — разумное умение в творчестве (Гомер); «знание о сущности», о «причинах и источниках» (Аристотель). Аристотель противопоставляет мудрость опыту, а также отличает ее от рассудительности. В иудаистических религиозных представлениях космическое, часто женское существо, содержащее в себе начала и идеальный прообраз мира; аналог Тары в буддизме и Матери Книги в исламе. В христианстве — Сам Христос, вочеловечившийся Бог-Слово. Однако в иудаизме и религиозной философии рассматривается иногда как олицетворённая мудрость Бога. Представление о Софии как о «Премудрости Божией» получило особое развитие в Византии и на Руси.
В русской религиозной философии XIX—XX веков учение о Софии развивали В. С. Соловьёв, С. Н. Булгаков и П. А. Флоренский. Вл. Соловьёв определил «Софию Божества» как единую субстанцию Божественной Троицы, Её всеединство (фр. tout dans l’unite), абсолютное единство, образующее мудрость, и — в противоположность Богу, как безусловно единому, — множественность, содержащую единого (осиленную им и сведённую к нему). То есть целый, живой организм, вечный как Бог. София Божества порождает бесчисленное множество возможностей и вновь поглощает их. Её действия начинаются в момент создания «мировой души».
Её латинским именем «Сапиенция» был назван астероид (275) Сапиенция, открытый в 1888 году.

## Этимология
Термин «София» возник в Древней Греции как обозначение мудрости. У Гомера («Илиада», XV 411—412) он тесно связывается с именем богини Афины, подчёркивая атрибут строительства и упорядочения, художества и рукомесла.

## София в Ветхом Завете

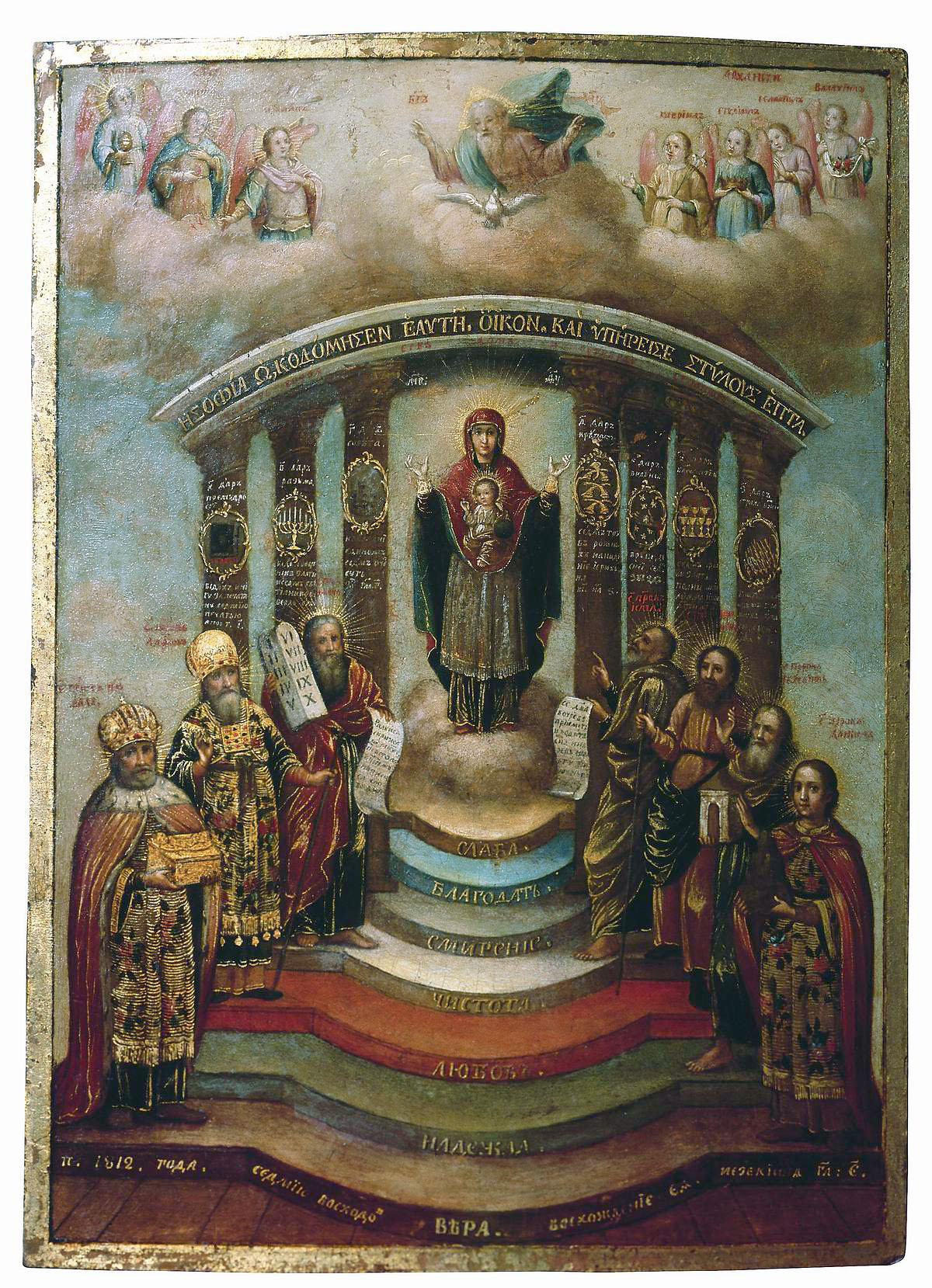
Икона «Премудрость созда Себе дом» (киевская)

Образ Софии (Премудрости) появляется в некоторых поздних книгах Ветхого Завета:
- «Книга Премудрости Соломона»,
- «Книга притчей Соломоновых»,
- «Книга премудрости Иисуса, сына Сирахова»

Премудрость предстаёт как «художница всего» (Прем. 7:21), а также как «Святой дух» (7:22) и как «излияние славы Вседержителя» (7:25). Она участвовала в создании человека (9:2). Премудрость вышла «из уст Всевышнего» (Сир. 24:3).
В богословии Премудрость в своём отношении к Богу может рассматриваться как Его демиургическая, мироустрояющая воля. Она описывается (Прит. 8:27—31) как «художница», по законам Божественного ремесла строящая мир; в природу этой космогонической Софии-«художницы» входит «веселие».
В раввинистической и позднее гностической мысли (знавшей также понятие «падшей Софии» — см. Ахамот) София сближалась с др.-евр. רשית‬ и др.-греч. ἀρχή — оба термина означают «начало» — в смысле основания, первоначала, материнского лона изначальности. Специфику Софии составляет традиционно приписываемая женственности пассивность, сопряжённая с материнской многоплодностью, её «веселие», а также глубинная связь не только с космосом, но и с человечеством (Прит. 8:31 и др.), за которое она заступается. Если по отношению к Богу София — пассивно зачинающее лоно, «зеркало славы Божией», то по отношению к миру это — строительница, созидающая мир, как плотник или зодчий складывает дом как образ обжитого и упорядоченного мира, ограждённого стенами от безбрежных пространств хаоса; дом — один из главных символов Библейской Премудрости (Прит. 9:1 и др.).

## В гностицизме
Интерпретация Софии как посредника между Богом и миром в христианстве восходит к Валентину.
У гностиков, в частности, Валентина и Птолемея, София выступает как последний из эонов, замыкающий плерому. Ей отводится особая роль в гностической космогонии: устремившись в страстном порыве к Первоотцу, София нарушает тем самым целостность плеромы и оказывается исторгнута из неё. Негативные эмоции падшей Софии (ужас, печаль и т. д.) порождают материю (hylē) и душу (psychē), а сама она производит на свет Демиурга, Который создаёт из них материальный мир. Втайне от Демиурга София «подмешивает» в созданный им мир присущую ей, но неприсущую Ему пневму (дух); таким образом, именно она «ответственна» за появление «духовного начала» в мире. В валентинианстве происходит разделение на «старшую Софию», которая, несмотря на своё падение, остаётся в плероме благодаря созданному Богом «Пределу», и Софию-Ахамот — бесформенную эманацию падшей Софии, уподобляемую выкидышу и исторгнутую из плеромы. Христос (выступающий у гностиков как вневременная духовная сущность) сообщает Софии-Ахамот форму, после чего она, следуя тому же примеру, пытается оформить душевно-телесный уровень бытия и создаёт Демиурга, Который, в свою очередь, становится Творцом материального мира.

## В христианстве

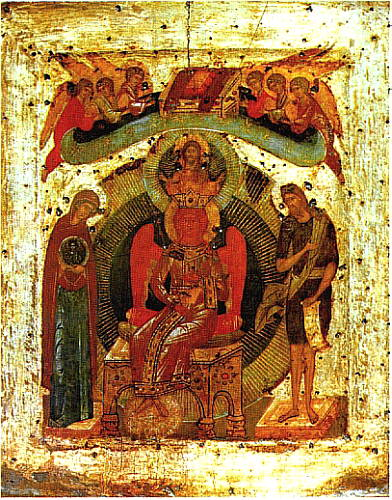
София — Премудрость Божия (новгородская). 2-я пол. XV века

Диакон Владимир Василик на вопрос о том, как понимать Софию Премудрость Божию, прямо отвечает: «Святая София Премудрость Божия — это есть Христос, Премудрость Божия и Божия Сила. И Святая София Константинопольская, нынешняя София, которая была построена императором Юстинианом, после страшного пожара, после восстания „Ника“, строилась с 532 по 536 год — это храм воплотившейся Премудрости Божией, это храм Христа, потому что Христос есть Слово Отчее, Отчий Разум, Отчая Премудрость. И вы знаете, какой был престольный праздник в Святой Софии, когда праздновался престольный день храма? На Рождество Христово». Это отражено и в церковной гимнографии, например, в молитве и тропаре перед иконой Софии Премудрости Божией («Непостижимая и Всепетая Премудросте Божия, Софие Преименитая, девственных душе, сиречь Единородный Сыне, Слове Божий, приими молебное сие пение…», «Превечная Премудросте, Христе Боже наш!..»), каноне («Аз Премудрость вселих, рече приточник от лица Господня, Мой совет и утверждение, еже есть Единородный Сын и Слово Божие…»). В 7-й песни Трёхканонника говорится об ипостасности Премудрости: «Премудрости исполни всех и крепости Божественныя, Ипостасная премудросте Вышняго» — термин же ипостась используется в христианском богословии для обозначения одного из Лиц Пресвятой Троицы. В 3-й молитве, Симеона Метафраста, Последования ко Святому Причащению в обращении ко Христу Тот прямо именуется «премудросте Божия».
На русской почве к XV—XVI векам складывается богатая иконография Софии. София имеет облик Ангела; её лик и руки — огненного цвета, за спиной — два крыла. Она одета в царское облачение (далматик, бармы), на голове — золотой венец. Ей предстоят (как Христу в иконографии «деисуса») молящиеся Дева Мария и Иоанн Креститель; над её головой виден по пояс благословляющий Христос (что трактуется профессором С. С. Аверинцевым в неожиданном ключе, будто бы Христос не тождественен Софии, но являет Собой её «главу», примерно так, как Он же есть, по новозаветному учению, «Глава» Церкви). Об иконографии иконы «София Премудрость Божия» диакон Владимир Василик рассказывает: «Икона Софии Премудрости Божией… — это достаточно поздняя иконография, не ранее XIV века… Это классический вид деисуса: по одной стороне, вы видите, Матерь Божия, по другой — Иоанн Предтеча. Значит, в середине кто должен быть? Иисус Христос, Который является Премудростью Божией и Божией Силой. И, соответственно, это Христос, это Логос до Воплощения. Христос до Воплощения. И неслучайно здесь Матерь Божия стоит с изображением Христа, пребывающего в Её чреве. И наверху, опять-таки, изображается Христос как имеющий воплотиться. Поэтому всякие спекуляции отца Павла Флоренского на предмет четвёртой ипостаси здесь бессмысленны и не нужны. И, соответственно, та его глава, в „Столпе и утверждении истины“, является еретичной».
Личный облик Софии как в византийско-русской, так и в католической традиции постепенно сближается с образом Девы Марии как просветлённого сотворённого существа, в котором становится «софийным», облагораживается весь космос.
Это также находит отражение в гимнографии, например, кондаке («Притецем, православнии людие,/ к премудрости Божий/ и видим чудотворную икону Пречистыя Богоматере,/ Юже именуем по явлению Софию, Премудрость Божию,/ зане храм бысть одушевлен Единороднаго Сына и Слова Божия…»). В христианской агиографической традиции имя «Софии» носит также мученица, казнённая в Риме во II в. вместе со своими дочерьми Верой, Надеждой и Любовью (имена символичны — «Мудрость» как мать трёх «теологических добродетелей»).
Некоторые представители христианской философии и богословия рассматривали Софию как личность. Ориген описывает её как хотя и «бестелесное бытие многообразных мыслей, объемлющее логосы мирового целого», но в то же время как «одушевлённое и как бы живое». В раннем христианстве представление о Софии сближалось с ликом Христа-Логоса (апостол Павел (1Кор. 1:24) определяет Иисуса как «Божию силу и Божию премудрость»), а затем и с третьей ипостасью Троицы — Духом Святым (понятие женского рода в семитических языках и близкое Софии в аспектах игры, веселья, праздничности).
В латинской христианской литературе термин «Софии» вытесняется почти синонимическим обозначением мистически понятой «Церкви», и поэтому собственно «софиологии» католическая традиция почти не знает. Иначе в Византии, где большое значение получило развитие образа Софии как символа теократического принципа, и на Руси, куда христианство пришло под знаком Софии (митрополит Илларион описывает крещение Руси как приход «Премудрости Божией», то есть Софии; Софии были посвящены построенные в XI в. три главные православные церкви в княжествах Восточной Европы — в Киеве, Новгороде и Полоцке).
Икона — «Премудрость созда Себе дом»

## София в западной традиции
На Западе специально к символу Софии обращается лишь немецкая мистика в лице Г. Сузо, а затем Я. Бёме, позднее — пиетизм (Г. Арнольд). Из рук немецкой мистики символ Софии принимает Гёте, но в противоположность Бёме и с сильным уклоном в язычество подчеркнув её материнские черты: Фауст, не удовлетворённый чистым интеллектуализмом и пребывающий в глубоком внутреннем одиночестве, находит избавление в приходе к С. («вечной женственности») — духовно-телесному началу, в котором сняты противоречия и помехи к человеческой коммуникации. София символизирует при этом мировую меру бытия. Фауст, разрушив отжившую средневековую меру и выйдя к техническому активизму, оказывается в опасности утратить вообще всякую меру, и Гёте спешит привести его к свободной и разумной мере — Софии. Образ Софии воспринимает и Новалис. Но продолжается развёртывание и «антисофийных» возможностей новоевропейского индивидуализма (образы разрушительной «анти-Софии» в музыкальных драмах Р. Вагнера — Брунгильда, Тристан и Изольда, Кундри).

## София врусской философии
Софийные идеи в России в начале XX века развивали философ Владимир Соловьёв, священники Павел Флоренский и Сергий Булгаков и другие.
Для Вл. Соловьёва София есть «…единство истинное, не противополагающее себя множественности, не исключающее её, но… всё в себе заключающее», что выливается в универсалистскую утопию, где ни одно из противостоящих начал каждой антитезы (авторитет и свобода, традиция и прогресс и т. п.) не подлежит упразднению, но всему должно быть указано его «настоящее» место в свободном всеединстве (срв. аналогичные идеи в неотомизме). Инициатива Соловьёва была подхвачена т. н. «русским ренессансом». Флоренский, внёсший существенный вклад в научное изучение истории образа Софии (историко-философский и иконографический экскурсы), видит в Софии «идеальную личность мира», «психическое содержание» разума Божества, мудрость как целомудрие, которым поддерживается целость мира, «актуальную бесконечность». Систематическим развитием этого круга идей занимался С. Булгаков, подчёркивавший неприменимость к Софии антитез «…абсолютного и относительного, вечного и временного, Божественного и тварного». Вокруг понятия Софии, движется мысль Н. О. Лосского, С. Л. Франка с его «панентеизмом» и др.
Несмотря на статус священнослужителей Церкви некоторых из вышеозначенных мыслителей, софиология никогда не принималась как признанный раздел православного богословия.
Учение протоиерея Сергия Булгакова было осуждено Указом Московской Патриархии от 7 сентября 1935 года за № 1651. Указ был подписан Заместителем Патриаршего Местоблюстителя митрополитом Сергием (Страгородским), десятью епископами и управляющим делами Московской Патриархии протоиереем Александром Лебедевым.
30 октября 1935 года независимо от Московской Патриархии Архиерейский Собор Русской Зарубежной Церкви осудил софиологию как ересь. Опровержению софиологии несколько работ посвятил святитель Серафим (Соболев).